# Nicolas Joseph Thiéry de Ménonville
Nicolas Joseph Thiéry de Ménonville est un botaniste français, né le 18 juin 1739 à Saint-Mihiel et mort le 6 août 1780 à Port-au-Prince.

## Biographie
Après des études de droit, il abandonne le barreau pour se consacrer à sa passion : la botanique.
Il projette de naturaliser la cochenille (Dactylopius coccus (O. Costa, 1835)) utilisée pour la production de teinture, qui n'existe alors qu'au Mexique d'où les Espagnols l'empêchent de sortir, notamment dans les colonies françaises. Thiéry de Ménonville se rend au Mexique en 1777, se faisant passer pour un médecin catalan, il apprend l'art de l'élever et de planter le nopal, la plante nourricière de la cochenille. Il parvient à enlever la cochenille et à la transporter à Saint-Domingue où il réussit à la multiplier dans le jardin qu'il avait établi à Port-au-Prince, sous le nom de Jardin du roi. Il reçoit le titre de botaniste du roi peu après son retour du Mexique. Son élevage disparaît après sa mort.

## Publications
- Traité de la culture du nopal et de l'éducation de la cochenille dans les colonies françaises de l'Amérique, précédé d'un voyage à Guaxaca. Préface, des Notes & des Observations relatives à la culture de la Cochenille (édité par Veuve Herbault, Cap-Français, 1786, réédité en 1787). L'ouvrage est complété, selon le catalogue de la Bibliothèque nationale de France par son éloge
- Le Nopal (Paris, 1787).